# Phaisura fumatipennis
Phaisura fumatipennis är en stekelart som först beskrevs av Tosquinet 1896.  Phaisura fumatipennis ingår i släktet Phaisura och familjen brokparasitsteklar. Inga underarter finns listade i Catalogue of Life.